# Futbol Club Barcelona Bàsquet 1993-1994
Questa voce raccoglie le informazioni riguardanti il Futbol Club Barcelona Bàsquet nelle competizioni ufficiali della stagione 1993-1994.

## Stagione
La stagione 1993-1994 del Futbol Club Barcelona Bàsquet è la 36ª nel massimo campionato spagnolo di pallacanestro, la Liga ACB.

## Roster
Aggiornato al 18 gennaio 2025.
| FC Barcelona 1993-94 | FC Barcelona 1993-94 |
| Giocatori            | Staff tecnico        |
| -------------------- | -------------------- |

| N. | Naz.                   | Ruolo | Nome                          | Anno | Alt.   | Peso   |  |
| -- | ---------------------- | ----- | ----------------------------- | ---- | ------ | ------ |  |
| 4  | Spagna (bandiera)      | AG    | Andrés Jiménez                | 1962 | 205 cm | 91 kg  |  |
| 5  | Spagna (bandiera)      | P     | José Luis Galilea             | 1972 | 187 cm | 80 kg  |  |
| 6  | Stati Uniti (bandiera) | AG    | Fred Roberts                  | 1960 | 208 cm | 99 kg  |  |
| 7  | Spagna (bandiera)      | P     | Oliver Fuentes                | 1975 | 194 cm |        |  |
| 8  | Spagna (bandiera)      | C     | Quique Andreu                 | 1967 | 207 cm | 102 kg |  |
| 9  | Stati Uniti (bandiera) | C     | Tony Massenburg               | 1967 | 206 cm | 113 kg |  |
| 10 | Spagna (bandiera)      | PG    | José Antonio Montero          | 1965 | 193 cm | 91 kg  |  |
| 11 | Spagna (bandiera)      | P     | Salva Díez                    | 1963 | 193 cm |        |  |
| 12 | Spagna (bandiera)      | AG    | José Antonio Paraíso          | 1971 | 203 cm | 100 kg |  |
| 12 | Spagna (bandiera)      | A     | Xavi Crespo                   | 1966 | 201 cm |        |  |
| 13 | Spagna (bandiera)      | C     | Berni Tamames                 | 1973 | 206 cm |        |  |
| 13 | Spagna (bandiera)      | C     | Víctor Alemany                | 1975 | 206 cm |        |  |
| 14 | Stati Uniti (bandiera) | GA    | Dennis Williams               | 1965 | 196 cm | 86 kg  |  |
| 14 | Stati Uniti (bandiera) | G     | Corey Crowder                 | 1969 | 196 cm | 93 kg  |  |
| 15 | Spagna (bandiera)      | GA    | Juan Antonio San Epifanio (C) | 1959 | 199 cm | 91 kg  |  |
| -  | Spagna (bandiera)      |       | Jorge Montaner                | 1974 |        |        |  |

| Allenatore                                                           |
| - Aíto García Reneses                                                |
| Assistente/i                                                         |
| - Joaquim Costa Legenda - (C) Capitano - (IN) Inattivo - Infortunato |

## Mercato

### Sessione estiva
| Acquisti | Acquisti        | Acquisti        | Acquisti   | Acquisti |
| R.a      | Nome            | da              | Modalità   |          |
| -------- | --------------- | --------------- | ---------- | -------- |
| P        | Salva Díez      | Valencia        | definitivo |          |
| GA       | Dennis Williams | Hapoel Holon    | definitivo |          |
| A        | Xavi Crespo     | León            | definitivo |          |
| AG       | Fred Roberts    | Milwaukee Bucks | definitivo |          |
| C        | Quique Andreu   | C.B. Saragozza  | definitivo |          |
| C        | Tony Massenburg | Málaga          | definitivo |          |

| Cessioni | Cessioni           | Cessioni       | Cessioni       | Cessioni |
| R.       | Nome               | a              | Modalità       |          |
| -------- | ------------------ | -------------- | -------------- | -------- |
| AP       | Roger Esteller     | Manresa        | fine contratto |          |
| A        | Mike Jones         | Cholet         | fine contratto |          |
| AG       | José María Pedrera | Murcia         | fine contratto |          |
| AC       | Francisco Zapata   | Andorra        | fine contratto |          |
| C        | Ángel Almeida      | Cáceres        | fine contratto |          |
| C        | Tom Gneiting       | Free agent     | fine contratto |          |
| C        | Audie Norris       | Peristeri      | fine contratto |          |
| C        | Zoran Savić        | PAOK Salonicco | fine contratto |          |

### Dopo l'inizio della stagione
| Acquisti | Acquisti      | Acquisti  | Acquisti      | Acquisti   |
| R.       | Nome          | da        | Data          | Modalità   |
| -------- | ------------- | --------- | ------------- | ---------- |
| G        | Corey Crowder | Utah Jazz | novembre 1993 | definitivo |

| Cessioni | Cessioni             | Cessioni   | Cessioni      | Cessioni    |
| R.       | Nome                 | a          | Data          | Modalità    |
| -------- | -------------------- | ---------- | ------------- | ----------- |
| AG       | José Antonio Paraíso | León       | ottobre 1993  | rescissione |
| GA       | Dennis Williams      | Free agent | novembre 1993 | rescissione |